# Барановичское отделение Белорусской железной дороги
Бара́новичское отделе́ние Белору́сской железной дороги (бел. Баранавіцкае аддзяленне Беларускай чыгункі) — одно из крупнейших предприятий на Белорусской железной дороге. Располагается на территории трех областей — Брестской, Гродненской и Минской; граничит с тремя соседними странами — Польшей, Литвой и Украиной.
Днем рождения отделения, в соответствии с приказом Министра путей сообщения СССР № 652 «Об организации отделений дорог и укрупнении отделений движения, отделений паровозного хозяйства и вагонных участков», считается 23 сентября 1946 года.

## История
Сеть железнодорожных путей Барановичского отделения начала складываться с участка Гродно — Поречье, бывшей Петербурго-Варшавской железной дороги, по которой 15 декабря 1862 года прошёл первый поезд. 28 ноября 1871 года через Барановичи прошел первый грузопассажирский поезд на участке Московско-Брестской железной дороги. 30 декабря 1884 года была введена в эксплуатацию железнодорожная линия Вильнюс — Лида — Барановичи — Лунинец — Пинск. В 1886 году Белосток — Волковыск — Барановичи линия Полесской железной дороги. В 1907 году построены участки Лида — Волковыск — Мосты — Гродно и Лида — Молодечно.
Перед началом Первой мировой войны фактически были построены основные железнодорожные пути современного Барановичского отделения. В 1915 году районы Западной Белоруссии были оккупированы кайзеровскими войсками. В апреле 1920 года польские войска захватили западную часть Белоруссии. По условиям мирного договора, подписанного в Риге 18 марта 1921 года, западные белорусские земли вошли в состав Польского государства. За 18 лет польского господства в Западной Беларуси было построено всего 107 километров железнодорожных путей: участки Воропаево — Друя длиною 89 километров (был построен в 1932 году) и Воропаево — Друскининкай длиною 18 километров. На участках Микашевичи — Лунинец — Жабинка и Лида — Молодечно были демонтированы вторые пути.
В 1939 году, после воссоединения Западной Белоруссии с БССР, в соответствии с приказом НЖД Украины № 229/Ц от 2 декабря 1939 года была образована Белостокская железная дорога с местом управления в Вильнюсе (начальник П.Ф. Бодунов) и Брест-Литовской железной дороги с управлением в Барановичах (начальник И. В. Бурыкин). Этим же приказом было организовано восемь отделений: Барановичское, Брест-Литовское и Лунинецкое на Брест-Литовской железной дороге и Белостокское, Волковысское, Гродненское, Лидское и Молодечненское на Белостокской железной дороге. Строительство мирной жизни было прервано 22 июня 1941 года нападением гитлеровской Германии. Барановичи были освобождены 8 июля 1944 года, Лида — 9 июля, Лунинец — 10 июля, Волковыск — 14 июля, Гродно — 16 июля. По мере освобождения территории от оккупантов, восстанавливались железнодорожные пути и узлы. 9 июля 1944 года приказом наркома связи в Барановичи прибыла оперативная группа железнодорожников во главе с начальником Брест-Литовской железной дороги Г. Я. Перцовым и заведующии Барановичским отделением Д. П. Коростелёвым.
С 15 октября 1946 года (в связи с передачей области Польше) деятельность Белостокской железной дороги как самостоятельной административно-хозяйственной единицы прекратилась. Лидское отделение, находившееся в подчинении Белостокской железной дороги перешло к Брест-Литовской железной дороге. Вместе с этим, из-за низкой эксплуатации было ликвидирована Волковысская дистанция пути и паровозное хозяйств (в связи с ликвидацией было создано Гродненское расширенное отделение). 1 октября 1948 года Лунинецкое отделение было присоединен к Барановичскому отделению. 28 июля 1951 года на основе слияния Брестско-Литовской железной дороги и Минского отделения Западной железной дороги была образована Минская железная дорога. В 1953 году Белорусская и Минская железные дороги были объединены в единую Белорусскую железную дорогу. Согласно приказу МВД СССР № 997 от 15 марта 1955 года Гродненское отделение было упразднено, а его станции переданы в ведение Барановичского отделения.
11 марта 1965 года в Брест отправился первый дизельный поезд, в 1969 году на отделение дороги поступил первый дизель-поезд. В 1976 году проведена электрификация железнодорожного участка Минск — Столбцы, В 1982—1983 годах электрифицирован участок Столбцы — Барановичи — Лесная. 
В 1981 году железнодорожные станции Горынь, Видибор и Припять (Столинский район), которые входили в состав Львовской железную дорогу, переданы в состав Барановичского отделения. В 1984 году станции Ловча, Парохонск и Ясельда участка Лунинец — Брест из Барановичского отделения передан Брестскому отделению. В 1994 году станция Поречье, которую обслуживала Литовская железная дорога на территории Беларуси, передано Барановичскому отделению Белорусской железной дороги.

## Социальная сфера
Уже к концу 1944 года начали работать клуб железнодорожников в Барановичах, клубы станций Волковыск, Лунинец и Лида. При Барановичском отделении работало восемь библиотек: библиотека Райпрофсожа, библиотека лунинецкого, волковысского, гродненского и лидского клубов, библиотека вокзала Барановичи-Центральный, библиотека Барановичского локомотивного депо.
После освобождения Беларуси в июне 1945 года при Райпрафсоже (районной профсоюзной организации железнодорожников) начал работу пионерский лагерь «Исса», расположенный в 40 километрах от города Барановичи в направлении к городу Слоним. До 1939 года на территории лагеря располагалась дача графа Пусловского. До настоящего времени в главном корпусе сохранились камины, открытая веранда, а на втором этаже, над верандой — балкон, а также круглая постройка — ледник. Пионерский лагерь «Озеры» был построен в Гродненском районе у деревни Озеры в 1955 году и принял первых детей в 1956 году.
14 декабря 1984 года в Барановичах открылся Барановичский филиал Музея истории Белорусской железной дороги. В залах музея представлены этапы становления и развития железнодорожного транспорта. Экспозиция первого в Беларуси отдела истории железнодорожной техники, открытого 30 июля 1999 года, наглядно рассказывает о начальном и последующих периодах технического оснащения магистрали.
В конце 1995 года в урочище «Гай» на восточной окраине города Барановичи был открыт санаторий «Магистральный» для железнодорожников. В 1997 году введена в эксплуатацию вторая очередь санатория — два бассейна, кабинеты лечебной физкультуры, спортивный зал. В июне 2000 года санаторий вновь открылся после реконструкции и расширения за счет пристройки профилактория хлопкового производственного объединения. В 2007 году на берегу озера Свитязь начало работу отделение «Свитязь» санатория «Магистральный», с номерным фондом на 84 места.

## Структурные подразделения
В его состав входят 60 действующих станций, в том числе крупные железнодорожные узлы — Барановичи, Гродно, Лунинец, Волковыск и Лида. В настоящее время протяженность основных железнодорожных путей Барановичского отделения составляет 1 206 километров, станционных и подъездных путей — 846 километров. В структуру филиала входят 26 обособленных структурных подразделений и одно дочернее предприятие.

### Основные станции
- Барановичи-Центральные, Барановичи-Полесские, Лунинец
- Волковыск, Гродно, Лида, Мосты

### Локомотивные депо
- Локомотивное депо «Барановичи»[8]
- Локомотивное депо «Волковыск»[9]
- Локомотивное депо «Лида»[10]
- Локомотивное депо «Лунинец»[11]

### Вагонные депо
- Барановичское вагонное депо[12]
- Волковысское вагонное депо[13]

### Дистанции пути
- Барановичская[14]
- Волковысская[15]
- Лидская[16]
- Лунинецкая[17]

### Другие подразделения
- Барановичская дистанция сигнализации и связи
- Лидская дистанция сигнализации и связи
- Барановичская дистанция электроснабжения
- Барановичская дистанция гражданских сооружений
- Барановичский грузовой центр транспортной логистики
- Барановичский вагонный участок
- Отдел материально-технического обеспечения
- Барановичская дистанция заповедных лесных насаждений
- Барановичская база (транспорт)
- Санаторий "Магистральный"
- Культурно-спортивный центр
- Сельскохозяйственное республиканское дочернее унитарное предприятие «Свитязь»

## Начальники отделения
| Годы руководства | Фамилия, имя, отчество       |
| ---------------- | ---------------------------- |
| 1946—1951        | Нелидов Иван Павлович        |
| 1951—1953        | Сорокин Иван Степанович      |
| 1953—1955        | Сорокин Георгий Матвеевич    |
| 1955—1967        | Бєлик Александр Никандрович  |
| 1967—1970        | Козловский Адам Прохорович   |
| 1970—1990        | Ильин Анатолий Георгиевич    |
| 1990—1994        | Николай Иванович Шпак        |
| 1994—1998        | Рахманько Виктор Григорьевич |
| 1998—2000        | Колоденко Иван Филиппович    |
| 2001—2003        | Кургуз Сергей Иванович       |
| 2003—2015        | Колоденко Иван Филиппович    |
| 2015—2020        | Чепелов Сергей Владимирович  |
| с 2020 по 2021   | Колоденко Иван Филиппович    |
| c 2021           | Валерий Емельянович          |